# Charza jižní
Charza jižní (Martes gwatkinsii) je šelma z čeledi lasicovití a rodu kuna (Martes), která se endemitně vykytuje v jižní Indii, konkrétně v jižní části Západního Ghátu. Ve zbarvení dominuje černohnědá, náprsenka je sytě žlutá a brada bílá. Váží obvykle okolo 2 kg. Jejím biotopem je především les. Živí se rozličnými menšími živočichy, nektarem, plody, semeny a medem. Informace o reprodukčním chování nejsou známy. Mezinárodní svaz ochrany přírody ji vede jako zranitelný druh s velmi nízkou populací a značně omezenou oblastí výskytu.

## Taxonomie, popis
Charza jižní je velmi podobná charze žlutohrdlé, ale je v průměru o něco menší a poněkud jinak zbarvená (má vždy tmavý celý hřbet). Liší se i tvarem lebky a mozkovny, která je více zploštělá. Rozdílná je též pyjová kost (bakulum). Někdy bývají tyto taxony řazeny do jednoho (charza jižní jako poddruh charzy žlutohrdlé), ale většina autorit je považuje za dva odlišné druhy.
Charza jižní váží obvykle 1 až 3 kg, průměrně je to 2,1 kg. Délka těla je 50 až 70 cm, ocas měří 35 až 50 cm. Většina těla je zbarvená velmi tmavě hnědě až černohnědě, na krku, hrudi a horní části předních nohou je srst žlutá či oranžová. Podbradek a dolní část tváří jsou bílé. Ocas má huňatý a černohnědě zbarvený. Trus měří na délku 90 až 100 mm.

## Výskyt, populace
Charza jižní žije především v tropickém deštném lese jižní Indie v pohoří Západní Ghát a to pouze jižně od 13° severní šířky. Vyskytuje se v nadmořských výškách od 300 do 2600 metrů. Byla zjištěna celkem na 23 lokalitách třech indických států Kérala, Karnátaka a Tamilnádu. Kromě lesa byla zaznamenána i na čajových, akáciových, kávových a kardamomových plantážích. Celková plocha území, kde žije, byla odhadnuta na 24 500 km2 a velikost populace je asi 1000 dospělých jedinců.

## Ekologie a chování

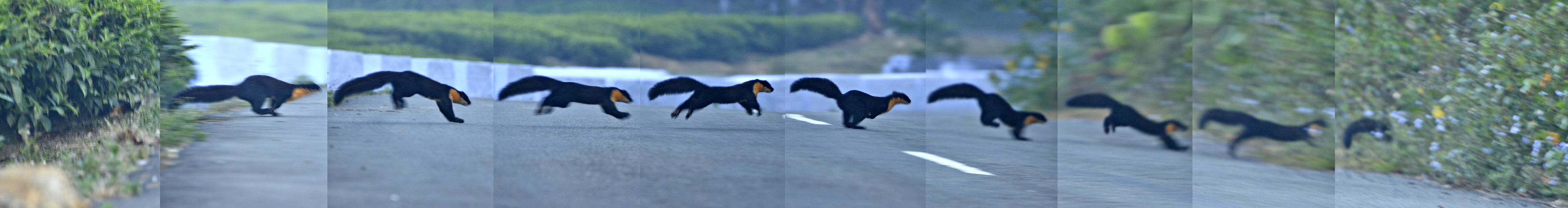
Běh charzy jižní zachycený na sérii fotografií

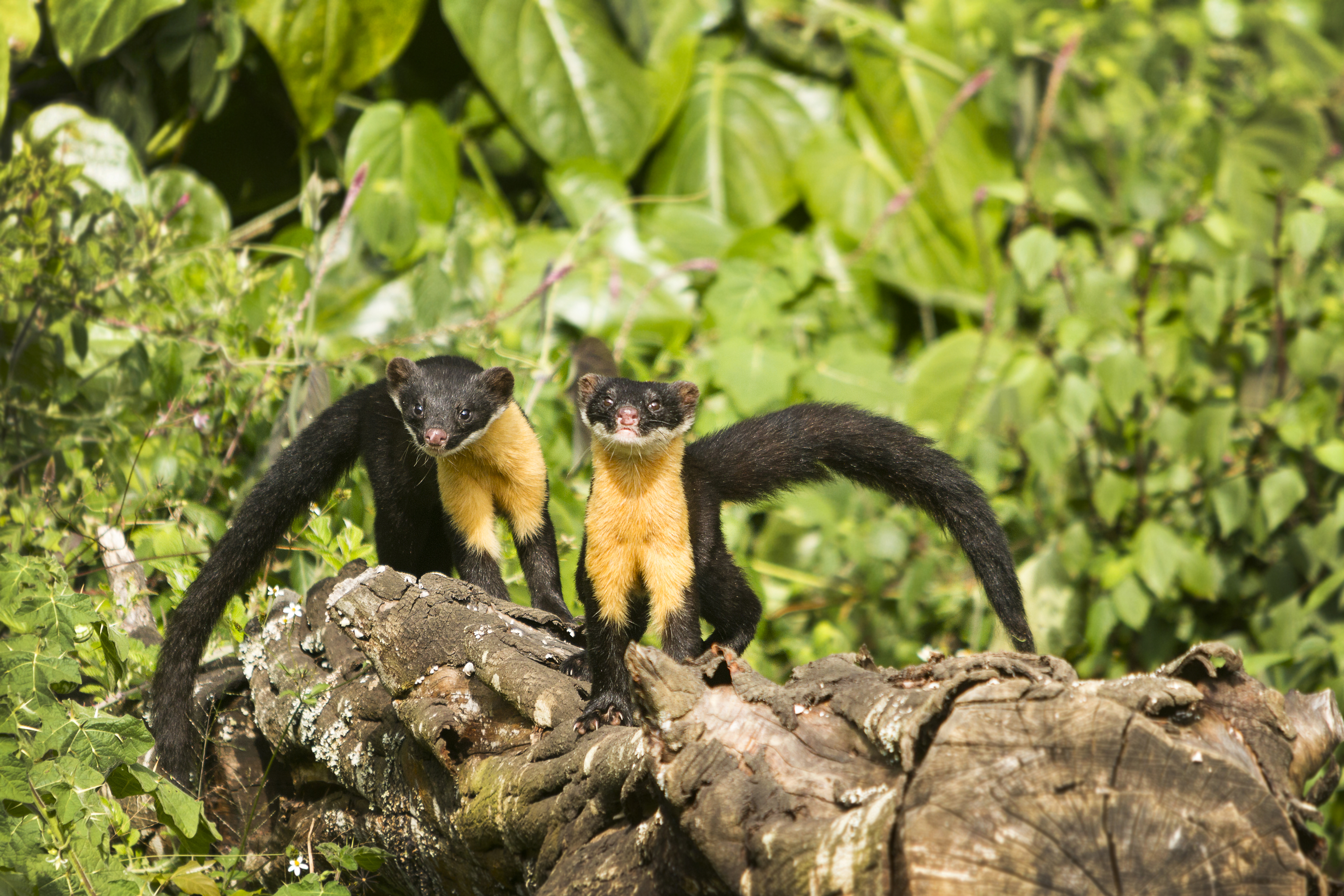
Pár charz jižních

O chování a ekologii charzy jižní se toho ví jen velmi málo. Jde o šelmu s nejspíše denní aktivitou a to především v dopoledních a pozdně odpoledních hodinách. Je pravděpodobně poměrně sociální, často se vyskytuje v párech (či malých skupinkách, obvykle po třech), v nichž i loví. Komunikace mezi jedinci vlastního druhu probíhá nejspíš především na zvukové a pachové bázi. Ačkoliv umí dobře šplhat po stromech, kořist přepadá převážně na zemi.
Informace o potravě jsou omezené. Ví se, že je to všežravá šelma, předpokládá se potravní oportunismus. Loví ratufy obrovské, kančily indické, varany, ptáky (potvrzeny jsou vrány), hmyz (cikády). Bylo pozorováno, jak loupí ve včelích úlech (zřejmě larvy a kukly). Z rostlinné stravy konzumuje plody, semena, nektar a med.

### Rozmnožování
Informace o rozmnožování charzy jižní neexistují, nicméně se předpokládá podobné reprodukční chování jako u charzy žlutohrdlé.

## Hrozby, vztah s lidmi
Hlavní předpokládanou hrozbou pro tento druh je přeměna habitatu v důsledku velkých rozvojových projektů na silnice a přehrady, pronásledování jako odplata za ničení včelích úlů (toto se děje především lokálně v oblasti Kodagu) a potenciálně i rozvoj turistiky. Dříve byl zřejmě loven i kvůli jídlu. Jelikož charza požívá poměrně efektivní legální ochrany, lov není v současnosti (2016) na většině míst zásadní hrozbou.
V důsledku malé plochy území a nízké populace zařadil Mezinárodní svaz ochrany přírody tento druh mezi zranitelné. V Indii je chráněn, žije v mnoha rezervacích. Je zařazen do přílohy III (druhy lokálně omezené, obchod je kontrolován) Úmluvy o mezinárodním obchodu s ohroženými zvířaty (CITES).